# Belas (Portugal)
Belas é uma vila portuguesa que foi sede da extinta Freguesia de Belas do Município de Sintra, freguesia que tinha 21,89 km² de área e 26 089 habitantes (2011), donde uma densidade: 1 191,8 hab./km²).
Em 2013, no âmbito da reforma administrativa a nível nacional, a Freguesia de Belas foi anexada à Freguesia de Queluz, criando-se a União de Freguesias de Queluz e Belas.
Antes, em 1997, a povoação de Belas havia sido elevada à categoria de vila.

## História
Situada entre serras, algumas de pequeno relevo outras mais acidentadas, como a serra da Carregueira, entrecortada de vales fertilizados pelas abundantes linhas de água, Belas remonta aos primórdios da Nacionalidade onde se conhecessem os limites da paróquia e vila de Belas já no século XII. Os registos arqueológicos encontrados permitem determinar a existência da presença humana desde o Paleolitico Médio (40 000 a 30 000 a.C.), daí passando pelo Neolítico, Calcolítico, o Megalítico (podemos encontrar alguns complexos megalíticos, como por exemplo o complexo megalítico do Monte Abraão - vertente marcadamente funerária), mas sempre denunciando uma densidade populacional muito baixa. Só no período de Romanização encontramos vestígios de uma densidade populacional significativa e com alguma organização. Desta época salienta-se os vestígios da barragem romana, situada na estrada que liga Belas a Caneças. Da presença árabe ficaram também alguns vestígios, principalmente a toponímia local (exemplos: Massamá, Queluz, Meleças).
Belas foi vila e sede de concelho até 1855. Até ao liberalismo, este era composto apenas pela freguesia da sede, sendo mais tarde incorporada a freguesia de Barcarena. Tinha, em 1849, 4 041 habitantes e 49 km². Voltou a obter a categoria de vila em 24 de Julho de 1997.
Com lugares desta freguesia foi criada em 1925 a freguesia de Queluz, em 1953 a freguesia de Agualva-Cacém e em 1997 a freguesia de Casal de Cambra.

## Lugares e Bairros
- Bairro Quinta da Samaritana
- Bairro João da Nora
- Bairro da Xetaria
- Bairro Casal da Barota
- Bairro Pomar das Chaves
- Bairro da Quinta da Portela
- Bairro Serra da Silveira
- Belas (vila)
- Carapeniques
- Casal da Carregueira
- Forno da Cal
- Idanha
- Penedo Cintrão
- Pego Longo
- Serra de Casal de Cambra
- Urbanização das Campinas
- Urbanização da Quinta da Fonteira
- Venda Seca
- Meleças

## Heráldica
1. Escudo encimado da coroa mural de quatro torres.
2. Armas do senhoria de Belas. No ordenamento da heráldica da Vila de Belas, segundo os livros do antigo Concelho de Belas, em poder do Arquivo Histórico de Sintra, consta somente o brasão de família dos Correias da Atouguia: Em campo negro ou vermelho: a cruz dos Francos, em ouro, acantonada de quatro flores-de-lis, símbolo heráldico dos povoadores da Estremadura Roberto de La Corne e seus descendentes, primeiros senhores de Belas.
3. Em orla vermelha: duas espigas de trigo em ramo de ouro. Simbolizam as duas partes geográficas, que a vila e seu termo senhorial, dividiam: dum lado, a Leste, de Carenque até A-da-Beja; do outro lado, a Oeste, desde a Barota até à Agualva. Campos de searas, do característico trigo mourisco da região, denominado Durazio. Sobre as colinas, adejavam dezenas de moinhos, de búzios cantantes. Eram a alma da paisagem.
4. Bandeira e estandarte: esquartelado dos esmaltes principais do brasão: vermelho e negro: Vermelho é a cor que na heráldica significa vitória e guerras, e representa a vida, a alegria, o sangue, a força. Negro: cor heráldica de Lisboa medieval, em cujo termo a região de Belas andou sempre integrado e historicamente ligado. O negro era a cor dos pendões, dos ofícios e dos traje dos físicos e dos letrados, e ainda dos vereadores nos actos oficiais.

## Património

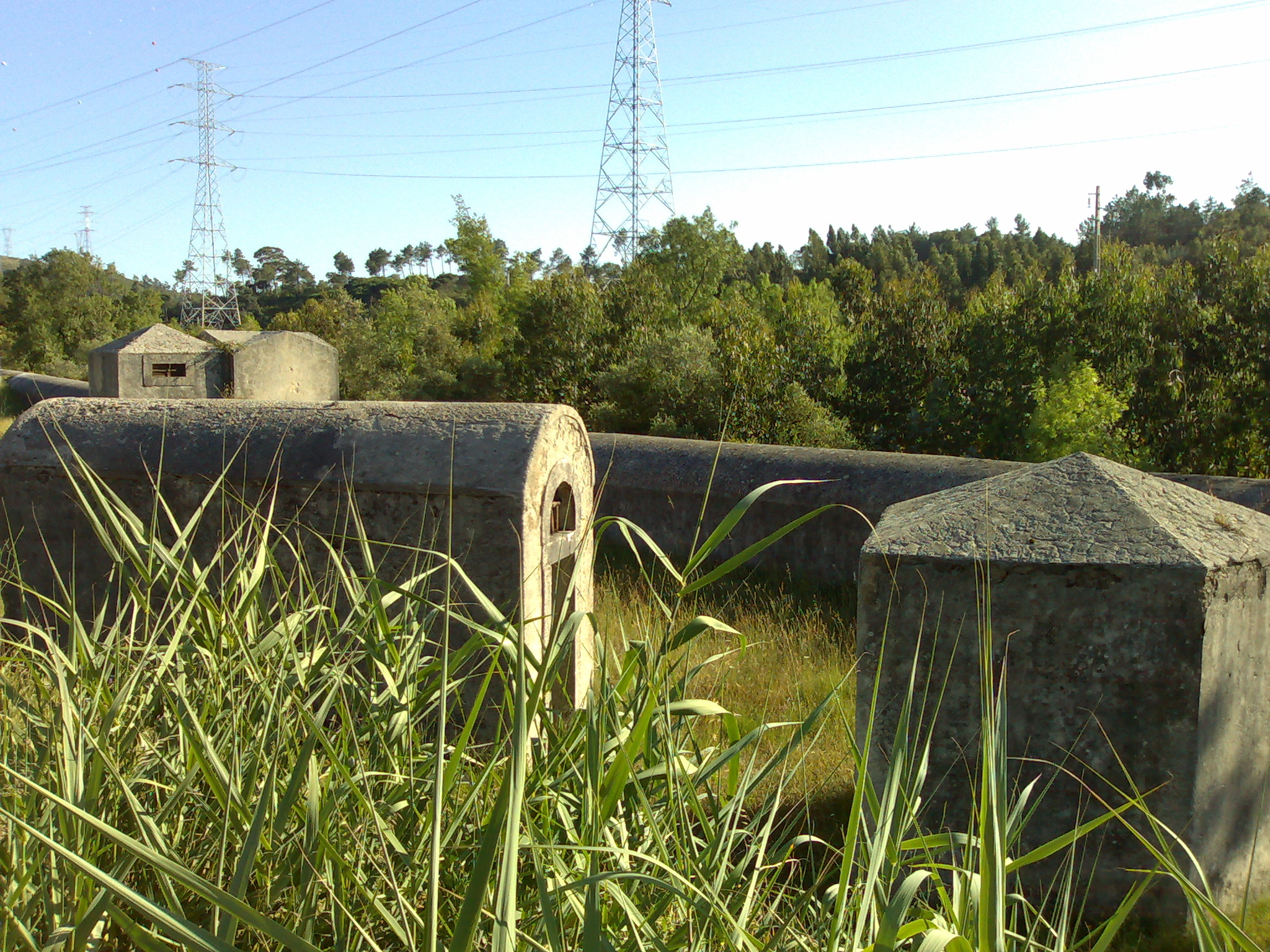
Aqueduto das Águas Livres em Belas.

- Ruínas da antiga barragem romana donde partia um aqueduto para Olisipo
- Casa nobre, anexos agrícolas, jardins, fonte e portão da Quinta do Molha Pão
- Casa e Quinta do Bonjardim
- Palácio da Quinta do Marquês
- Monumento megalítico do Pego Longo ou Monumento megalítico de D. Maria ou Monumento megalítico da Serra das Camélias ou Monumento megalítico da Serra das Camelas ou Galeria de Carenque
- Pórtico manuelino da Igreja Matriz de Belas ou Igreja de Nossa Senhora da Misericórdia
- Monumento ao Bombeiro

## Colectividades[carecede fontes?]
- Belas Rugby Clube O Rugby em Belas surgiu em 1975 quando o então jogador do CDUL, Manuel Henrique Saraiva decidiu tentar organizar uma equipa na sua terra natal.

Foi este grupo liderado por Manuel Saraiva e Ruy Gonçalves que iniciou os contactos com o C.D. Belas no sentido de ser criada uma secção de rugby. O desafio foi aceite e a este grupo juntaram-se mais tarde outros elementos que tiveram também um papel importante como seccionistas: Manuel Saraiva (Pai), Adelino Silva, Joaquim Ferreira, Tomé Reis e certamente muitos outros que de uma maneira ou de outra contribuíram para o que é hoje o Belas Rugby Clube. O primeiro treino realizou-se no dia 12 de Outubro de 1975. Nos anos seguintes o grupo foi crescendo e em pouco tempo havia várias equipas em competição, desde os Infantis aos Juniores. Mais tarde em 16 de Julho de 1991 foi fundado o Belas Rugby Clube.
- Clube Desportivo de Belas No dia 18 do mês de Maio de 1944, juntou-se um grupo de jovens de Belas, liderados por Filipe Gameiro Pereira e formaram um clube desportivo cujo principal objectivo era a ocupação dos tempos livres. Iniciou-se assim o CLUBE DESPORTIVO DE BELAS e o seu percurso, além de desportivo, seria também de carácter social e cultural. No começo e devido ao entusiasmo de alguns praticantes da vila, o clube apenas contava com uma modalidade: o futebol. Foi na bonita Vila de Belas, mais exactamente no pátio da Quinta do Bonjardim, que se disputou o primeiro jogo de futebol, realizado no nosso país. Não se descurava a vertente social e nesse sentido, organizavam-se alguns bailaricos em que se sublinha o convívio entre a população jovem e menos jovem da Vila. Com o passar dos anos e a contribuição de alguns moradores e entusiastas do desporto jovem, foram sendo introduzidas e organizadas novas modalidades. São o exemplo disso o Atletismo, o Ciclismo, a Ginástica, o Motocross, o Rugby, o Tiro ao Arco e o Tiro ao Chumbo. O clube teve em todas as modalidades, atletas que souberam com a sua prática desportiva e humana e muito amor à camisola, elevar bem alto o nome do CLUBE DESPORTIVO DE BELAS. Depois de algum tempo de dificuldades, o clube encontra-se actualmente numa situação equilibrada, tendo em actividade as modalidades de Futebol juvenil, ciclismo de estrada e BTT, proporcionando a 170 jovens a prática de várias modalidades desportivas.
- Centro Cultural Recreativo e Desportivo de Belas Foi fundado oficialmente em 21 de Maio de 1979 com estatutos publicados no Diário da República de 27 de Junho do mesmo ano, com o objectivo de congregar todas as actividades culturais que se vinham desenvolvendo regularmente desde a sua fundação.

Neste centro encontra-se o "Grupo Folclórico de Belas" grupo mais representativos da região saloia, "Academia de dança" onde poderá aprender danças diversas e "Casa-Museu Joaquim Ferreira" museu com peças antigas da vila de Belas.
- Grupo Folclórico de Belas realiza anualmente, por altura da data comemorativa da sua fundação, um espectáculo folclórico que pretende mostrar ao público, usos e costumes da região saloia bem como de grupos de outras regiões convidados, trazendo ao nosso seio agrupamentos representativos  das mesmas.

Considerado um dos agrupamentos mais representativos da região saloia, tem integrado o elenco de muitos espectáculos de folclore, ao longo de todos estes anos, nos pontos mais variados do nosso Portugal e também já se exibiu em Espanha, Alemanha, França Egipto e Inglaterra.

## População
| População da freguesia de Belas | População da freguesia de Belas | População da freguesia de Belas | População da freguesia de Belas | População da freguesia de Belas | População da freguesia de Belas | População da freguesia de Belas | População da freguesia de Belas | População da freguesia de Belas | População da freguesia de Belas | População da freguesia de Belas | População da freguesia de Belas | População da freguesia de Belas | População da freguesia de Belas | População da freguesia de Belas |
| ------------------------------- | ------------------------------- | ------------------------------- | ------------------------------- | ------------------------------- | ------------------------------- | ------------------------------- | ------------------------------- | ------------------------------- | ------------------------------- | ------------------------------- | ------------------------------- | ------------------------------- | ------------------------------- | ------------------------------- |
| 1864                            | 1878                            | 1890                            | 1900                            | 1911                            | 1920                            | 1930                            | 1940                            | 1950                            | 1960                            | 1970                            | 1981                            | 1991                            | 2001                            | 2011                            |
| 2 717                           | 2 643                           | 2 508                           | 3 462                           | 4 688                           | 4 409                           | 3 832                           | 5 161                           | 8 514                           | 7 509                           | 10 329                          | 16 838                          | 18 645                          | 21 172                          | 26 087                          |